# Spire London
Spire London, precedentemente noto come Hertsmere House, è un progetto di costruzione situato a West India Quay, vicino a Canary Wharf a Londra. Sviluppato da Greenland Group e progettato da HOK, la costruzione dell'edificio più alto, di 67 piani, è iniziata nel 2016 e (a quel tempo) doveva essere completata nel 2021.
Al termine, Spire London diventerà la torre residenziale più alta dell'Europa occidentale. In totale il complesso dovrebbe avere 861 appartamenti e dovrebbe costare £ 800 milioni.
A metà del 2019, i lavori sul progetto sono stati interrotti.

## Storia

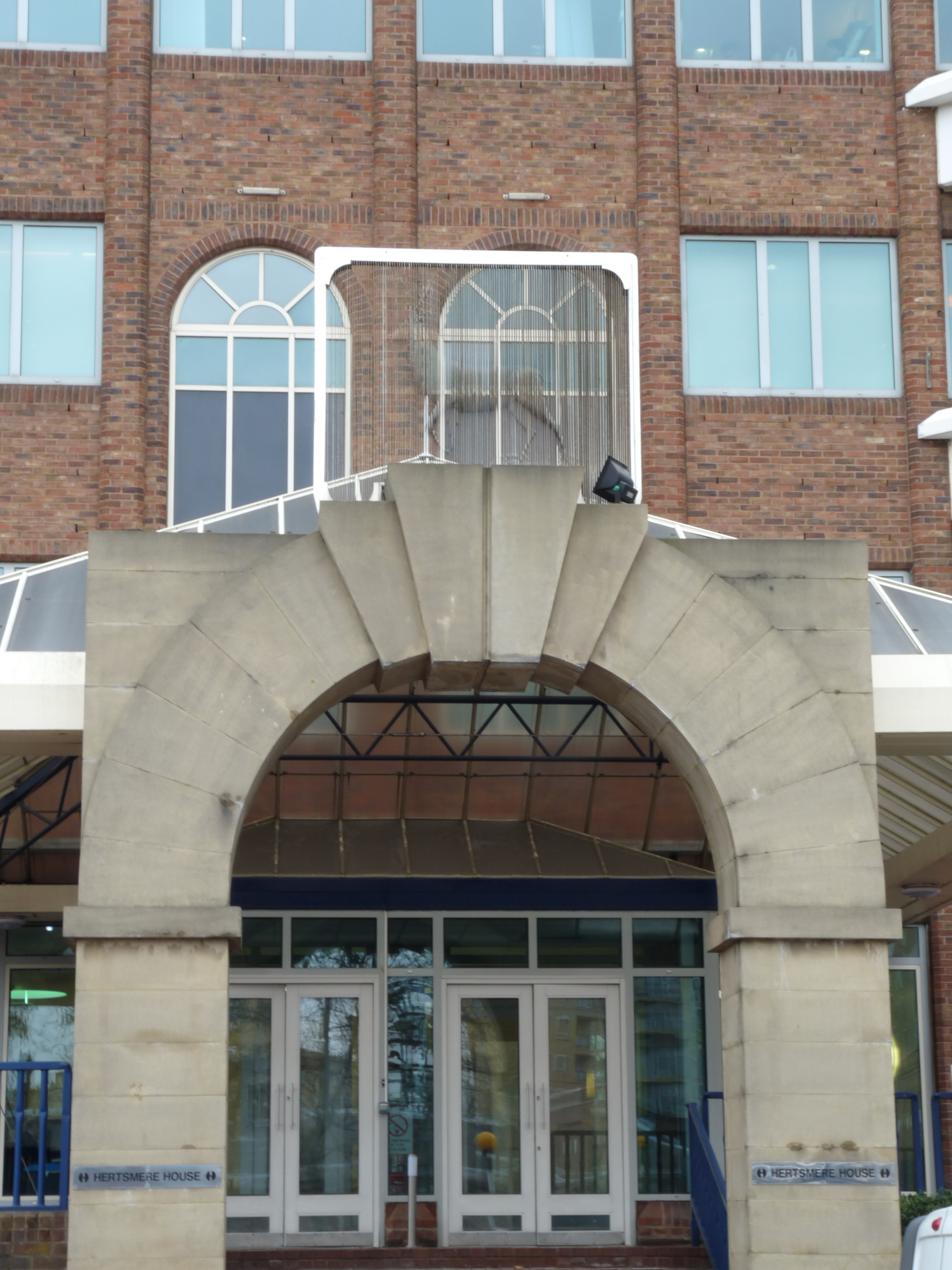
L'ingresso della Hertsmere House, demolita per far posto alla Spire London

Spire London è il terzo grattacielo proposto per il sito precedentemente occupato dalla Hertsmere House, un edificio per uffici che è stato demolito per far posto al nuovo complesso. La prima proposta fu Columbus Tower, un edificio residenziale alto 237 metri. A questa seguì Hertsmere House, una torre residenziale di 75 piani e che avrebbe dovuto prende il nome dall'edificio che andava a sostituire.
Nel settembre 2014, Greenland Group acquistò il sito da Commercial Estates Group (CEG) e presentò una domanda di pianificazione per un nuovo grattacielo che, all'epoca, era ancora noto come Hertsmere House, prima di cambiare nome in Spire London. La domanda è stata approvata, dai consiglieri del Tower Hamlets Council, l'8 febbraio 2016, con cinque consiglieri che hanno votato a sostegno e tre contro.
Come parte del programma, è stato proposto che lo sviluppatore Greenland Group avrebbe contribuito con l'equivalente di 50 milioni di sterline alla comunità locale.
Sebbene ci fossero poche obiezioni sul design dell'edificio, ne sono state sollevate sulla sua posizione. I piani sono stati contrastati da Canary Wharf Group, Credit Suisse (i cui uffici dovrebbero essere ubicati accanto) e dall Museum of London Docklands, nonché da alcuni residenti locali che hanno espresso preoccupazioni in merito alla densità del programma e all'ombra nell'area locale. Sono state anche espresse preoccupazioni sul fatto che la torre sarà situata accanto a un magazzino di età georgiana classificato di Grado I.

## Disegno
Il progetto dell'edificio prevede forme di una prua, ispirandosi alla storia marittima dei moli dove dovrebbe essere costruito. Si basa anche sui petali dell'orchidea.

## Costruzione

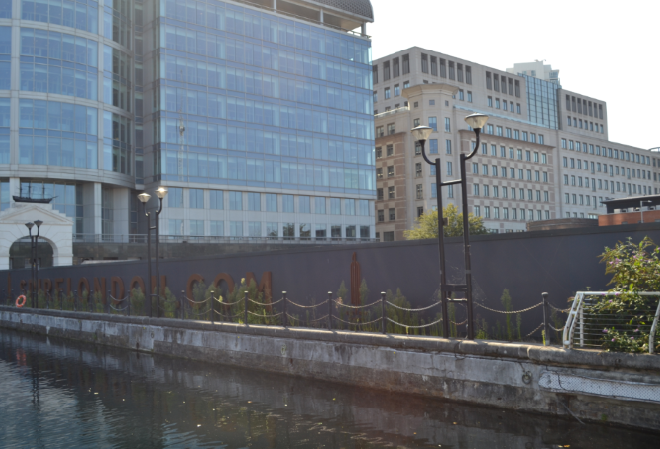
Sito Spire London, settembre 2020

La demolizione dell'edificio per uffici precedentemente sul sito, noto come Hertsmere House, è iniziata il 6 luglio 2016, con palificazione a partire da gennaio 2017. Entro l'estate del 2018, i lavori di costruzione avrebbero dovuto essere giunti a metà strada, con il completamento dell'intero complesso previsto nel 2020.
A luglio 2017, i lavori di palificazione erano in corso e avrebbero dovuto essere terminati a novembre dello stesso anno. L'inizio dei lavori nel seminterrato e della costruzione principale era previsto per la fine del 2017. Nel maggio 2017, lo sviluppatore Greenland Group ha annunciato che la società di ingegneria AECOM/Tishman Realty &amp; Construction sarebbe stata il partner di costruzione. A quel tempo è stato riferito che il complesso doveva essere completato alla fine del 2020.
A seguito dell'incendio della Grenfell Tower e della revisione indipendente dei regolamenti edilizi e della sicurezza antincendio, i lavori si sono interrotti nel maggio 2018 mentre il committente ha esaminato un'ulteriore tromba delle scale per i piani superiori, dove prima ne era stata progettata solo una. Tuttavia, un articolo su un giornale immobiliare precedente indica che potrebbe essere in gioco un ripensamento a causa della flessione degli immobili a causa dell'incertezza sulla Brexit e di altri fattori economici.
A settembre 2020 i lavori erano ancora interrotti.